# Egen (plaats)
Egen is een kerkdorp van de gemeente Wipperfürth in de Oberbergischer Kreis in het zuiden van de deelstaat Noordrijn-Westfalen (Duitsland), in de bestuursregio Keulen.
Egen ligt niet ver van de Bevertaldam. Deze is gebouwd op de scheiding tussen de beken Bever en Lüttgenau, die elk een zijtak van de dam voeden. De plaats is goed bereikbaar via lokale wegen.

## Geschiedenis
In 1548 wordt de plaats voor het eerst schriftelijk vermeld in de tekst Jorgen op dem Eigen ist aufgeführt in den Listen der bergischen Spann- und Schüppendienste. De eerste vermelding spreekt dus van de plaats op dem Eigen.
In 1871 wordt in Egen een eigen parochie gesticht. Dit wordt vastgelegd op een stichtingsoorkonde, ondertekend door de aartsbisschop Paulus Melchers.

## Bezienswaardigheden en omgeving
De parochiekerk van het dorp is het bezichtigen waard. In de omgeving kan goed worden gewandeld. De wandelingen vertrekken vanaf de kerk. Er zijn zeven wandelingen rond Wipperfürth uitgezet (A1 t/m A7) die hier langs komen. Er loopt ook één langeafstandspad door het dorp (aangeduid met X7). Het parcours van X7 loopt van Arnsberg naar Düsseldorf-Gerresheim.

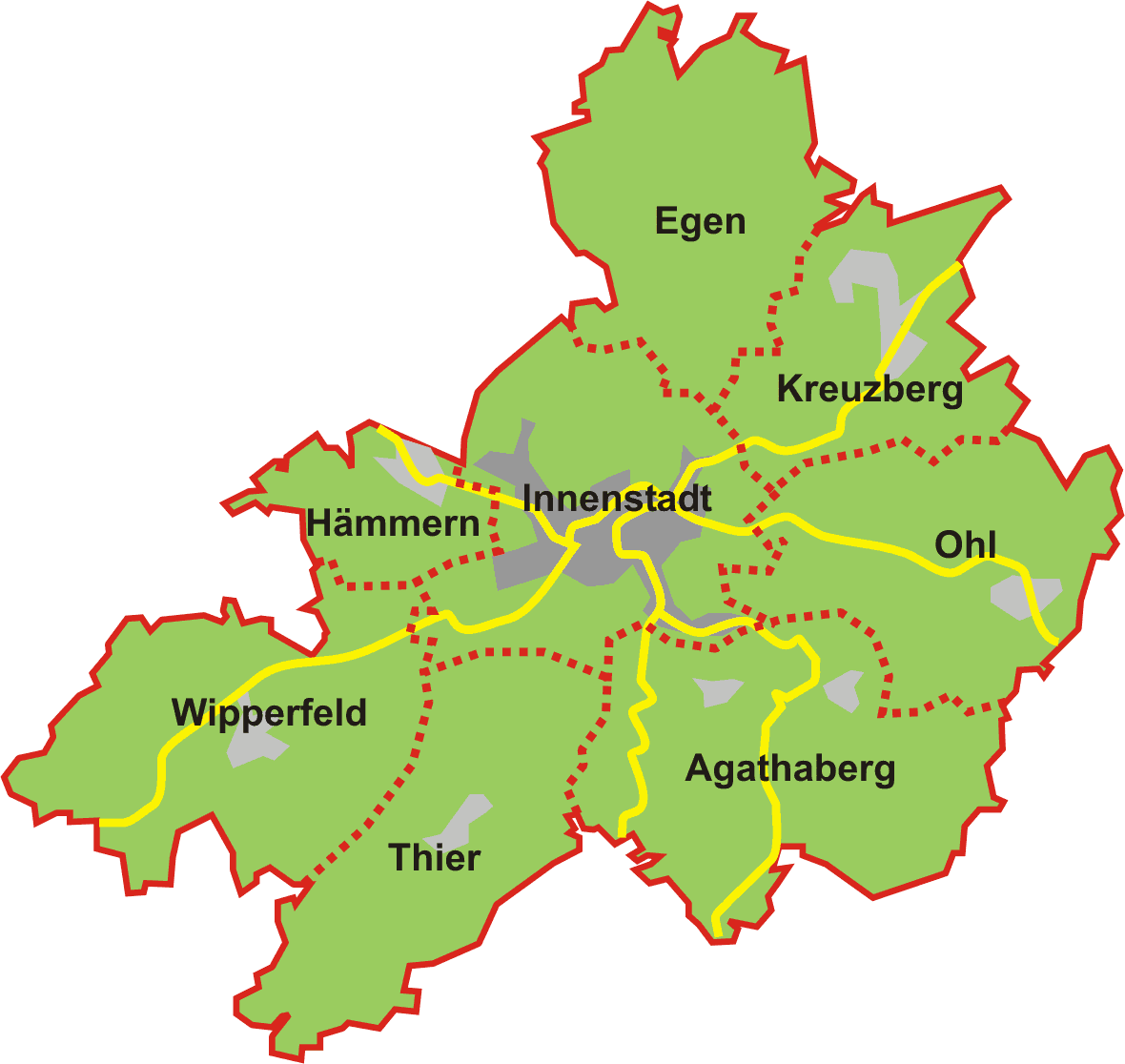
Ligging van Egen in de gemeente Wipperfürth